# Hawaii County
Hawaii County är ett administrativt område, county, i delstaten Hawaii, USA. Hawaii är ett av fem countyn i staten och ligger på den sydöstra delen av Hawaii. År 2010 hade Hawaii County 185 079 invånare. Den administrativa huvudorten (county seat) är Hilo

## Geografi
Enligt United States Census Bureau så har countyt en total area på 13 175 km². 10 432 km² av den arean är land och 2 743 km² är vatten.